# Euphorbia densispina
Euphorbia densispina är en törelväxtart som beskrevs av Susan Carter. Euphorbia densispina ingår i släktet törlar, och familjen törelväxter. Inga underarter finns listade i Catalogue of Life.